# Closer To Home
Closer to Home — це третій студійний альбом американського рок-гурту Grand Funk Railroad. Альбом був випущений 15 червня 1970, студією запису Capitol Records, продюсер Террі Найт (Terry Knight). Цей альбом досягнув статусу RIAA Золота платівка в 1970 році, що робить його третім золотим записом гурту за один рік. На розвороті альбому розміщено фотографію гурту, зроблену на концертному майданчику «Медісон Сквер Гарден», де 13 лютого 1970 року Grand Funk Railroad виступали разом із Fleetwood Mac на розігріві шоу від Sly & the Family Stone.
У 2002 році Closer to Home був реконструйований на компакт-диску з бонус-треками. Цей диск увійшов до подарункового набору «Trunk of Funk», виданого обмеженим тиражем. Футляр («Trunk») розрахований на дванадцять оптичних носіїв: крім перших чотирьох, там є місце ще й для решти альбомів, записаних Capitol Records та запланованих до перевидання. До набору також входили пара 3-D окулярів «Shinin' On», гітарний плектр та наклейка, що відтворювала квиток на концерт.
Назву альбому дала композиція «I'm Your Captain (Closer to Home)», яка розміщена на другій стороні платівки та логічно завершує альбом. Більшість інтерпретацій пісні пов'язані з в'єтнамською війною, тому вона так популярна серед ветеранів цього конфлікту. З часом трек «I'm Your Captain (Closer to Home)» став одним з найпопулярніших серед слухачів, хоча критики зауважують, що композиція відкривається гітарною інтродукцією Марка Фарнера, яка дуже схожа чи навіть просто запозичена безпосередньо з гітарних ходів пісні «Pleasant Valley Sunday».

## Список пісень
Всі пісні написав Марк Фарнер.
| Перша сторона | Перша сторона                | Перша сторона |
| #             | Назва                        | Тривалість    |
| ------------- | ---------------------------- | ------------- |
| 1.            | «Sin's a Good Man's Brother» | 4:35          |
| 2.            | «Aimless Lady»               | 3:25          |
| 3.            | «Nothing Is the Same»        | 5:10          |
| 4.            | «Mean Mistreater»            | 4:25          |
| 5.            | «Get It Together»            | 5:07          |

| Друга сторона | Друга сторона                       | Друга сторона |
| #             | Назва                               | Тривалість    |
| ------------- | ----------------------------------- | ------------- |
| 1.            | «I Don't Have to Sing the Blues»    | 4:35          |
| 2.            | «Hooked On Love»                    | 7:10          |
| 3.            | «I'm Your Captain (Closer to Home)» | 10:09         |

| Бонус-треки | Бонус-треки                   | Бонус-треки | Бонус-треки |
| #           | Назва                         | Автор       | Тривалість  |
| ----------- | ----------------------------- | ----------- | ----------- |
| 9.          | «Mean Mistreater (Alternate)» | Farner      | 4:33        |
| 10.         | «In Need (Live)»              | Farner      | 11:30       |
| 11.         | «Heartbreaker (Live)»         | Farner      | 7:17        |
| 12.         | «Mean Mistreater (Live)»      | Farner      | 5:22        |

## Склад
- Марк Фарнер — гітара, клавішні, вокал
- Мел Шахер — бас-гітара
- Дон Брюер — ударні, вокал
- Том Бейкер (Thomas Alan Baker) — аранжування, диригент оркестру в композиції «I'm Your Captain»

Аранжування оркестрової партії «I'm Your Captain» виконав Том Бейкер, музикант з Клівленда, штат Огайо, який разом з тим виконував і функції диригента. Він співпрацював з гуртом і пізніше, зокрема при роботі над «Loneliness» з альбому E Pluribus Funk.

## Виробництво
- Terry Knight — продюсер альбому, A Good Knight Production
- Том Бейкер (Thomas Alan Baker) — музичний директор A Good Knight Production
- Kenneth Hamann — провідний інженер звукозапису, Cleveland Recording
- Paul Hamann — інженер звукозапису, Cleveland Recording (син Кеннета Хаманна)

## Цікаве
Для того, щоб в альбомі Closer to Home підкреслити знаменитий, схожий на хрюкання або ж за влучною оцінкою мультиплікаційного персонажа Гомера Сімпсона «bong-rattling» (тобто буркотливий), тембр бас-гітари Мела Шахера, інженер звукозапису Пол Хаманн (Paul Hamann) використав дисторшн для низькочастотних гучномовців. Він розробив методику запису басової партії, за якою бажаним чином модифікувався саме звук динаміків JBL, а сигнали від лампового підсилювача West Labs лишались незмінними. Це давало унікальний басовий звук.
Перша половина Closer to Home була зроблена в цьому режимі, решта композицій писалась без згаданого звукового ефекту. Слухач легко почує, де звучить більш скромний бас, а де вжито свідоме спотворення.

## Інші виконання
Трек «Aimless Lady» пізніше був перероблений та виконаний південноафриканським гуртом Suck. Він увійшов до їхнього альбому «Time To Suck», що побачив світ в 1970 році.
У фільмі «Законослухняний громадянин» («Law Abiding Citizen») пісня «Sin's a Good Man's Brother» супроводжує титри. Цю композицію рок-гурт Monster Magnet включив до свого дебютного альбому «Spine of God» (1991). Вона з'явилась також в сольному альбомі Джорджа Лінча, що вийшов у 2004 році під назвою «Furious George». Гурт Gov't Mule випустив кавер пісні «Sin's a Good Man's Brother» у 2001 році, долучивши його до альбому The Deep End, Volume 1.
Композиція «Nothing is the Same» стала темою для треку «Music Man» в дебютному сольному студійному альбомі Take a Look Around американського репера Маста Ейса.
Пісню «I'm Your Captain (Closer to Home)» переспівав бразильський рок-блюз-гурт O Bando do Velho Jack або просто «O Bando», додавши її у свій третій альбом Como Ser Feliz Ganhando Pouco і в якості інтродукції, і як окрему композицію. Вона також звучить у 28-й серії телевізійного серіалу «Клан Сопрано» на початку епізоду, коли в сміттєвозі вибухає бомба.

## В інших медіа
Трек «Mean Mistreater» з'являється в кримінальній драмі «Загублене серце» (оригінальна назва — Cherry), яка вийшла на екрани США у 2021 році.
Альбом згадується в автобіографічній повісті Джонні С'ю Бріджес «Мотаун, сестра дівчини з золотим волоссям»:
Оскільки я повернувся з Кентуккі, я не міг перестати думати про … мелодії з альбому «Closer to Home» від Grand Funk Railroad. Я вирішив, що повинен мати цей альбом, тому тато мені його купив. Я залучив усіх, кого я знав, до музики Grand Funk Railroad, і ми вп'ятеро стали їхніми найбільшими шанувальниками. У ту саму секунду, коли ми заходили в двері квартири Ненес, я підбігав до її стереосистеми та ставив Grand Funk! Усі ми, окрім малюка Мікі (він був занадто малий), хапали мітлу, швабру, столове срібло, все, що знаходили, щоб імітувати інструменти. Я завжди грав на басу, тому що, звісно, Мел Шахер був найлютішим чуваком на світі, і я хотів зіграти його партію. Я був найстаршим, тому мав право першого вибору. Лінда завжди хотіла грати партію Дона Брюера на барабанах. Після мене вона була наступною в команді, тому вона мала право другого вибору. І Джонні, і Фредді любили бути Марком Фарнером на соло-гітарі.

## Чарти
Альбом
| Рік  | Чарт          | Позиція |
| ---- | ------------- | ------- |
| 1970 | Billboard 200 | 6       |
| 1970 | Australia     | 9       |
| 1970 | Canada        | 6       |

Пісні
| Рік  | Пісня          | Чарт              | Позиція |
| ---- | -------------- | ----------------- | ------- |
| 1970 | Closer to Home | Billboard Hot 100 | 22      |
| 1970 | Closer to Home | Канада            | 21      |